# Francisco João Rocio
Francisco João Rocio (Portugal - Porto Alegre, 1806) foi um engenheiro militar luso-brasileiro.
Estava em Goiás quando foi promovido de capitão a sargento-mor e ajudante de ordens pelo governador José de Almeida e Vasconcelos de Soveral e Carvalho.
Em 1776, como sargento-mor, participou de diversas obras de fortificação do Rio de Janeiro e da construção da Igreja da Candelária.
Como tenente-coronel do corpo de engenheiros, foi o principal responsável pela demarcação dos limites na América meridional, durante o vice-reinado do marquês do Lavradio (1769-1779). 
Já estave em Porto Alegre, em 1803, no posto de brigadeiro, quando comandou a construção da Santa Casa de Misericórdia de Porto Alegre.